# 斯氏雙齒七鰓鰻
東北雙齒七鰓鰻（學名：Eudontomyzon stankokaramani），為圓口綱七鰓鰻目七鰓鰻科雙齒七鰓鰻屬的一種，分布於歐洲德林河流域，包括奧赫里德湖和斯卡達爾湖，本魚軀幹肌節58-65，尾鰭呈鏟形，顏色為灰色至黑色，外側齒呈絨毛狀，非常小，發育不全，體長可達20公分，棲息在水質清澈、沙石底質的山路溪流，生活習性不明。